# 篠崎繪里子
篠崎繪里子（日语：／ Shinozaki Eriko，1967年9月26日—），日本知名女編劇，神奈川縣出身，橫濱國立大學畢業。經紀公司為Matsu Company。篠崎繪里子曾執筆《現在，很想見你》、《完美小姐進化論》等知名電視劇。

## 經歷
自橫濱國立大學教育学部音樂科畢業後，曾在三井住友上班，其後成為編劇。其編寫領域除了電視劇，亦包括多部動畫。2009年，憑藉《明日驕陽》獲頒第17回橋田賞。
2014年，初次為NHK編寫晨間劇《小希》，2015年播出。

## 編劇作品

### 電視劇
- ドラマ30（MBS）
  - 婚姻關係（日语：婚姻関係）（1994年3月27日 - 5月28日）第4週、7週
  - ドレミソラ（2002年7月29日 - 9月27日）全45話
  - 流氓蛋糕店（2003年5月26日- 7月25日）第2週、4週、6週、8週
  - メモリー・オブ・ラブ（2004年12月6日 - 2月4日）第3週、4週、8週、9週
- 現在，很想見你（2005年7月3日 - 9月18日，TBS電視台）第3話、5話、7話、9話
- 詐欺獵人（2006年4月13日 - 6月23日，TBS）
- 有閑俱樂部（2007年10月16日 - 12月18日，日本電視台）第5話
- DAISUKI!!最喜歡你!!（2008年1月17日 - 3月20日，TBS電視台）第1話
- 明日驕陽（2008年7月6日 - 9月7日，TBS電視台）
- 東京少女（日语：東京少女）（2008年，BS-i）
- カルピス SP・私の恋と父（2008年，BS-i）
- Smile（2009年4月17日 - 6月26日，TBS電視台）第10話、最終話
- 恋とオシャレと男のコ（2009年，BS-TBS）
- 手機刑警 錢形命 第10話「美しき脚本家たち！～美脚連殺人事件」（2009年9月5日、BS-TBS）
- カルピスドラマスペシャル・水っぽかったカルピス（2009年，BS-TBS）
- 完美小姐進化論（2010年1月15日 - 3月19日，TBS電視台）
- 胡桃の部屋2011（2011年7月26日 -，NHK）
- 24小時電視SP・生きてるだけでなんくるないさ（2011年8月20日，日本電視台）
- 繼父（日语：ステップファザー・ステップ#テレビドラマ）（2012年1月13日 - 3月19日，TBS電視台）
- Magma（2012年6月10日 - 7月8日，WOWOW）
- 眠れる森の熟女（2012年9月4日 - 10月30日，NHK）
- 東野圭吾推理劇場 再生魔術の女（2012年，富士電視台）
- 震える牛（2013年6月16日 - 7月14日，WOWOW）
- 花之鎖（2013年9月17日，富士電視台）
- LINK（2013年10月6日 - 11月3日，WOWOW）
- 紙之月（2014年1月7日 - 2月4日，NHK）
- 血之轍（2014年1月19日 - 2月9日，WOWOW）
- NHK晨間劇 小希 （2015年3月30日 - 9月26日，NHK）
- 希波克拉底誓言（2016年10月2日 - 10月30日，WOWOW）
- Copy face～消失的我～（2016年11月18日 - 12月23日，NHK綜合台）
- 樂園（2017年1月8日 - 2月12日，WOWOW）
- 沒有果實的森林（2017年3月29日，東京電視台）
- 犯罪症候群
  - 犯罪症候群 Season1（2017年4月8日 - 5月27日，東海電視台）
  - 犯罪症候群 Season2（2017年6月11日 - 7月2日，WOWOW）
- 法庭女王（2019年1月13日 - 3月17日，TBS）
- 坡道上的家（2019年4月27日 - 6月1日，WOWOW）
- TOP LEAGUE（2019年10月5日 - 11月9日，WOWOW）
- 龍之道 雙面復仇者（2020年7月28日 - 9月15日，關西電視台 / 富士電視台）
- 海妖的懺悔（2020年10月19日 - 11月8日，WOWOW）
- Influencer（2021年3月20日 - 4月17日，WOWOW）
- 所羅門的偽證（2021年10月3日 - 11月21日，WOWOW）
- 詐欺獵人（2022年10月21日 - 12月23日，TBS）
- 落日（2023年9月10日 - 10月1日，WOWOW）
- Unmet 某腦外科醫的日記（2024年4月15日 - 6月24日，關西電視台 / 富士電視台）

### 電影
- 欺詐獵人（2008年3月8日，東寶）
- 小拳王（2011年，東寶）
- ガール（2012年5月26日，東寶）
- 人魚沈睡的家（2018年11月16日，松竹）

### 動畫
- 櫻桃小丸子[[[Wikipedia:格式手册/链接#章節|錨點失效]]]（1999年 - 2009年，富士電視台）
- Rita et Machin（2010年11月1日 - 12月3日，NHK教育頻道）

### 舞台劇
- ONE and ONLY 会えるよ…ほらね（2000年，ウッディシアター中目黑）
- 出口（2022年2月 - 3月）

## 書籍
- 小說《転がるマルモ》（2008年，Media Factory）ISBN 978-4840123280